# Алиев, Гусейн Керим оглы
Алиев Гусейн Керим оглы (азерб. Əliyev Hüseyn Kərim oğlu; 11 августа 1897, Готурлу, Елизаветпольская губерния — 31 июля 1972, Баку) — советский хирург-ученый, профессор, доктор медицинских наук, заслуженный врач и заслуженный деятель науки Азербайджанской ССР.

## Биография
Гусейн Керимович родился в семье дворянского происхождения в местечке Кельбаджар Елизаветпольской губернии Российской империи во время отдыха семьи в одном из высокогорных летних пастбищ (Яйла) Малого Кавказа.
Отец — Керим Юзбаши, карабахский дворянин (юзбаши), просветитель, ценитель русской культуры и русского языка. Основал первую школу на русском языке для детей бедных слоев населения в городе Агдам Шушинского уезда Елизаветпольской губернии. Также, благодаря его непосредственному участию была построена и сдана в эксплуатацию больница где осуществлялось бесплатное лечение населения.
Мать — Малейка ханум, родом из Ирака, дворянского происхождения, была великолепной наездницей, прекрасно владела огнестрельным и холодным оружием, любила охоту, хранительница семейного очага.
Братья Гусейн Керимовича (Аббас Керим оглы и Гасан Керим оглы), также впоследствии становятся практикующими врачами — хирургами.
Гусейн Керимович получив образование в Тифлисской мужской гимназии, в 1918 году окончил её с золотой медалью.
Жажда знаний и проявленные им способности к учёбе позволили Г. К. Алиеву поступить уже в годы Советской власти, а в 1926 году окончить Военно-Медицинскую Академию Рабоче-Крестьянской Красной Армии и Флота (ныне Военно-Медицинская Академия имени С. М. Кирова, Санкт-Петербург).
Ещё будучи студентом V курса Академии, Г. К. Алиев начал свою хирургическую деятельность в клинике госпитальной хирургии, возглавляемой известным профессором С. П. Федоровым. Под руководством профессора Н. Н. Еланского Гусейн Керимович пишет первую свою научную работу на тему: «Определение групповой принадлежности крови путем абсорбции агглютининов.», которая была напечатана в 1927 году в журнале «Русская клиника».

## Трудовая и научная деятельность

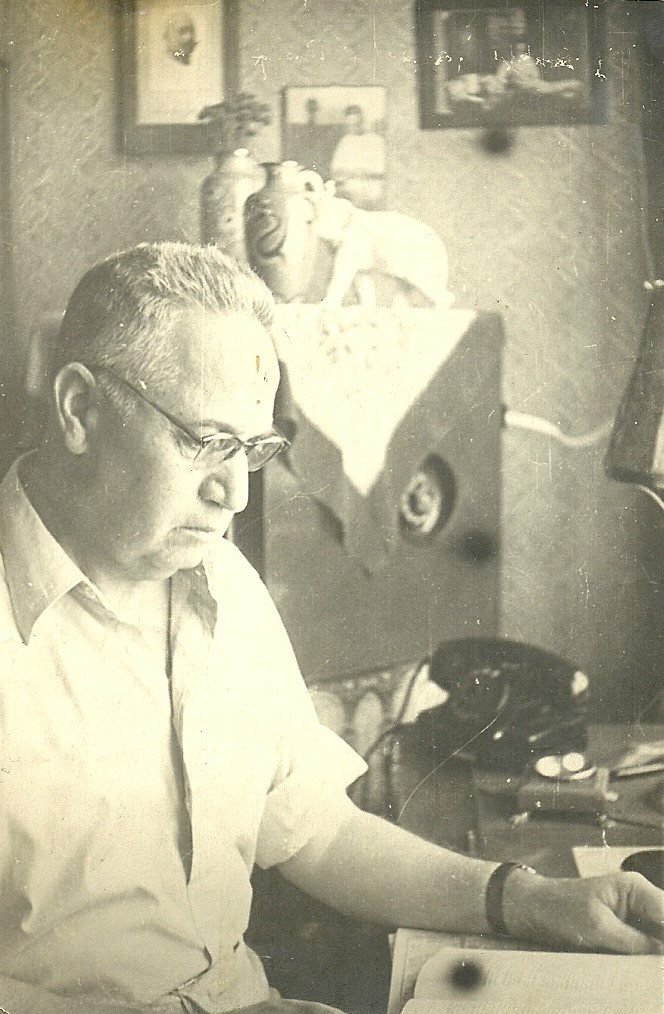
Г. К. Алиев за рабочим столом в своей квартире

После окончания Академии, Г. К. Алиев был направлен на работу в Кавказскую Краснознаменную Армию, где исполнял обязанности начальника отделения Бакинского военного госпиталя. Находясь на военной службе, Гусейн Керимович начал, по совместительству, работать на медицинском факультете Азербайджанского государственного университета, а затем — в медицинском институте на кафедре госпитальной хирургии. В институте он последовательно занимал должности ординатора, ассистента, доцента и профессора кафедры, где вел на русском и азербайджанском языках сперва самостоятельный курс по военно-полевой хирургии, а далее читал курс лекций по госпитальной хирургии.

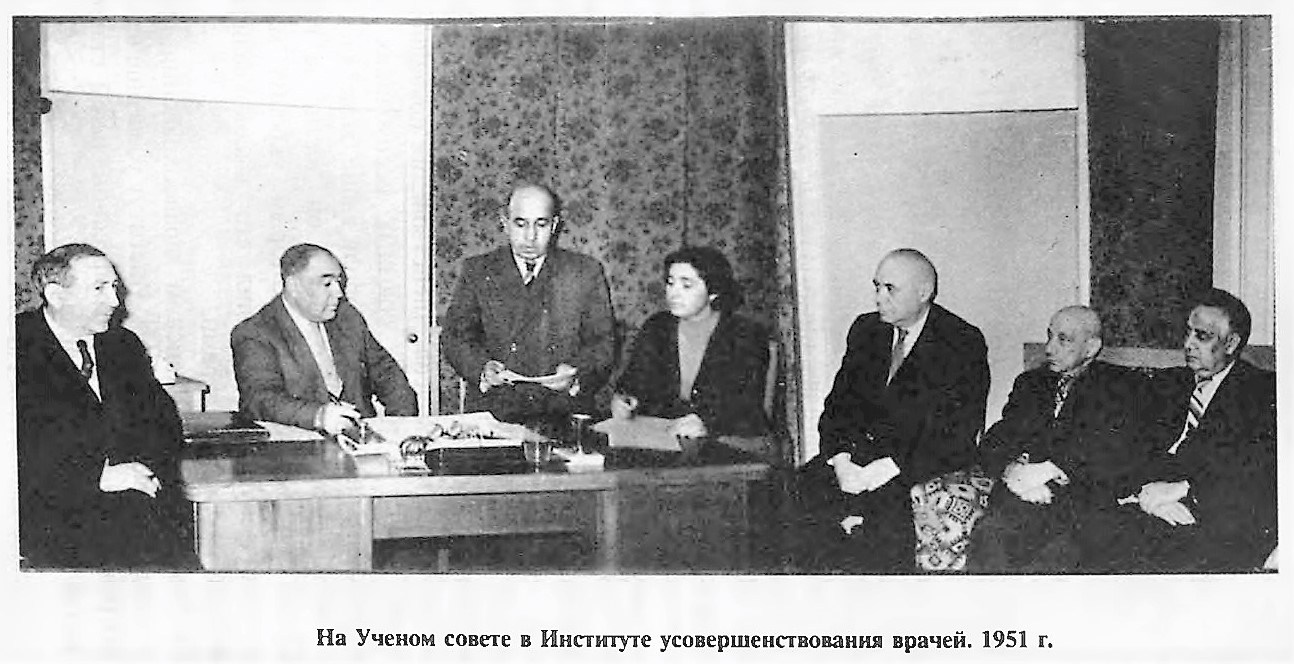
Г. К. Алиев на Ученом Совете в Институте Усовершенствования врачей. (крайний справа)

Г. К. Алиев с первых дней организации Азербайджанского медицинского института принимает активное участие в его становлении, занимая должности заместителя директора — первого проректора по научно-учебной части, а с 1935 по 1936 годы — декана лечебно-профилактического факультета.
За время работы Г. К. Алиева в клинике госпитальной хирургии (1928—1939 г.г.) под руководством профессора М. А. Мир-Касимова развернулась его кипучая научно-педагогическая и практическая деятельность. Проводимые Г. К. Алиевым исследования по изучению патологии желчного пузыря и желчных путей были обобщены в его докторской диссертации, которую он защитил в 1937 году.
В 1939 году Г. К. Алиев избирается заведующим кафедрой общей хирургии Азербайджанского государственного института усовершенствования врачей, где он проработал 28 лет.
В тяжелые годы Великой Отечественной войны Г. К. Алиев работает консультантом и руководителем лечебной и научной работы в эвакуационных госпиталях города Баку, оказывает большую помощь раненным.

В 1935 году по инициативе Наркомздрава Азербайджанской ССР был создан республиканский институт усовершенствования врачей. Огромное влияние на становление, развитие и достижения наивысшего расцвета института оказали выдающиеся врачи-ученые А. М. Алиев, М. А. Мир-Касимов, М. А. Топчибашев, М. М. Эфендиев, а также видные российские ученые В. А. Торноградский, П. П. Попов и др. Будучи членом ученого совета института Г. К. Алиев внес и свою неоценимую лепту. 

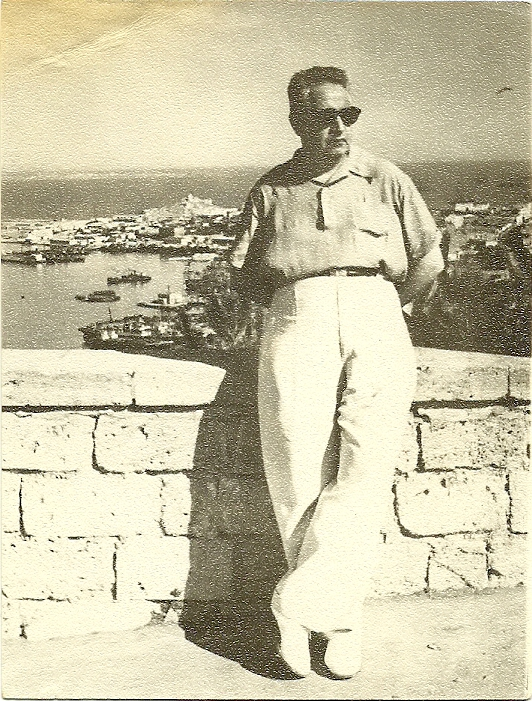
Г. К. Алиев. Баку. Вид на бухту

Под руководством Г. К. Алиева было защищено более 25 докторских и кандидатских диссертаций. Его перу принадлежит более 190 научных трудов, в том числе монография.
В 1967 году Г. К. Алиев возвращается в Азербайджанский медицинский институт в качестве заведующего вновь организованной II госпитальной хирургической кафедры, которой руководит в течение 5 лет.
Профессор Г. К. Алиев достойно представлял советскую медицинскую науку за рубежом. В 1968 году он был одним из основных докладчиков на 1-м Международном научном конгрессе гастроэнтерологов в Софии, где его работы получили высокую оценку.

## Общественная деятельность
Г. К. Алиев систематически вел большую и разнообразную общественную работу:
— в 1929—1930 годах ответственный секретарь Центрального бюро секции научных работников;
— 1932 году избран заместителем председателя азербайджанского общества Красного Полумесяца;
— в 1930—1939 годах заместитель председателя азербайджанского научного медицинского общества;
— в 1947—1971 годах заместитель председателя азербайджанского научного хирургического общества;
— с 1960 года и до конца своей жизни член Правления Всесоюзного научного общества хирургов;
— 1960—1968 годах член республиканского комитета медицинских работников.
Гусейн Керимович являлся одним из организаторов медицинского издательского дела в Азербайджанской ССР. В 1931 году начал работать в должности заместителя главного редактора «Азербайджанского медицинского журнала» вплоть до начала Великой Отечественной войны. А в 1955 году Г. К. Алиев назначается его главным редактором. Под руководством профессора Г. К. Алиева «Азмеджурнал» приобрел заслуженную известность не только в масштабах Азербайджанской ССР, но и далеко за её пределами.

## Награды

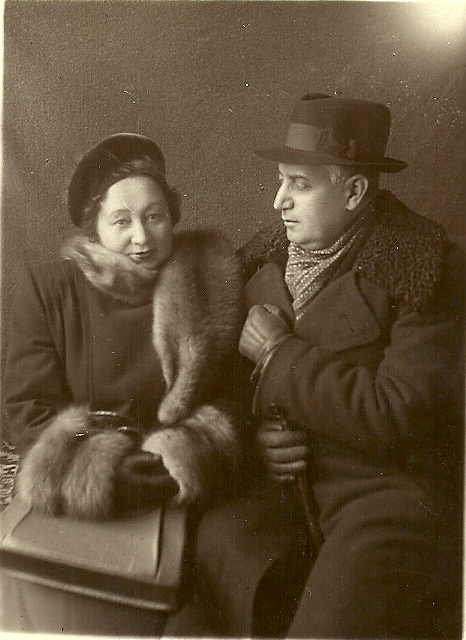
Супружеская чета Алиевых

За плодотворную и активную научную, преподавательскую, общественную деятельности Гусейн Керимович Алиев был награждён двумя орденами Трудового Красного Знамени, орденом «Красной Звезды», многими медалями, двумя значками «Отличнику здравоохранения». Присвоены почетные звания заслуженного врача и заслуженного деятеля науки.

## Семья

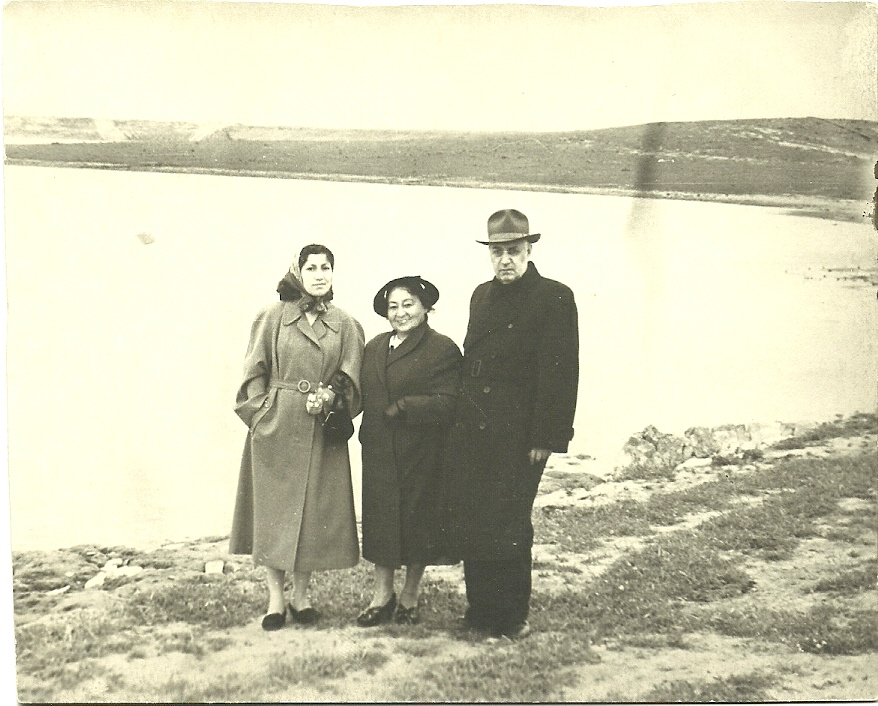
Семья Г. К. Алиева: Мелек ханум, Людмила Семеновна, Гусейн Керимович

Спутником жизни и близким соратником Гусейн Керимовича была супруга Людмила Семеновна Алиева, профессор, доктор медицинских наук. Их знакомство состоялось в Ленинграде (ныне Санкт-Петербург). После скоропостижной кончины Людмилы Семеновны, семейную жизнь Гусейн Керимовича украсила Сакина ханум, врач по специальности. У Гусейн Керимовича не было своих детей. Супруги Гусейн Керимович и Людмила Семеновна удочерили дочь родного брата Гасана Керимовича Мелек ханум, окружив её заботой и родительской любовью.

## Послесловие
Гусейн Керимович всегда был чутким и внимательным к своим коллегам, студентам и больным, которые его горячо любили и уважали. Вся жизнь Гусейн Керимовича Алиева является примером исключительной честности, высокой принципиальности, беззаветной преданности своему народу.
Прекрасный человек, талантливый хирург и страстный исследователь, профессор Г. К. Алиев много сделал для развития хирургии в Азербайджане и медицинского журнала и таким он остался в памяти всех, кто его знал. Г. К. Алиев скончался в июле 1972 года и похоронен во II Аллее почетного захоронения в г. Баку.